# 일루미나티 카드 게임
일루미나티: 신세계 질서(영어: Illuminati: New World Order, INWO)는 스티븐 잭슨 게임스의 1994년에 발표된 카드 게임이다. 로버트 안톤 윌슨과 로버트 시어의 1975년작 작품 The Illuminatus! Trilogy에 영감을 받아 만들어지고 오리지널 게임인 Illuminati를 기반으로 삼았다.이 게임은 1997년 오리진스 상에서 가장 안 좋은 카드 게임으로 뽑혔다.

## 카드 내용
카드들은 여러 종류가 있는데 일루미나티, 플롯, 그룹, 장소, 성격, 자원, 신세계 질서가 있다.

## 논란
이 게임은 1995년에 배포되었으나 카드에 2001년에 일어난 9·11 테러를 연상시키는 이미지가 있었고, 같은 날 일어난 펜타곤 테러를 연상시키는 이미지가 있었다. 또, 2011년에 일어난 후쿠시마 원전 사고와 2010년 멕시코만 원유 유출을 연상시키는 이미지도 있었다. 그 밖에도 빌 클린턴 대통령과 힐러리 클린턴, 오바마 대통령 당선 등이 있으며, 2020년 코로나19에 관한 이미지도 있었다. 사람들은 일루미나티가 이 일들을 예언했다고 하며 2020년 도쿄 올림픽 테러 또는 지진 같은 대재앙, 제 3차 세계대전, 지구온난화로 인한 침수 등의 일이 일어날 것이라고 한다.